# Manoir de Kernars
Le manoir de Kernars est un édifice situé à Saint-Barthélemy en France.

## Localisation
Le manoir est situé sur le territoire de la commune de Saint-Barthélemy, au lieu-dit Kernars, dans le département du Morbihan en région Bretagne.

## Description
La cour du manoir a partiellement conservé son enclos ainsi que la dépendance qui abrite deux logis secondaires et une étable. À droite de l'ancienne entrée, la métairie de la porte est construite en moellons de granite et couverte d'une toiture à longs pans et pignon couvert. Cette grande ferme appartient au type dit à fonctions multiples superposées : sa structure associe une vaste étable surmontée d'un grenier à droite à un logis de plan massé à étage à gauche. L'accès à la chambre haute se fait par un escalier droit en bois placé contre le mur de refend qui sépare la partie habitation de la partie exploitation. Un second escalier droit calé contre le mur nord de l'étable permet d'atteindre le haut comble à surcroît à usage de grenier. Le plan de la ferme est à double orientation : logis et étable sont ouverts à l'ouest et à l'est.
Vestige du manoir de Kernars, cette ferme est le témoin architectural d'une métairie de la porte située à proximité immédiate du logis seigneurial. Son vaste plan à fonctions multiples superposées signale l'aisance des constructeurs et le statut particulier de ses occupants.

## Historique
Dès 1427, les réformations et montres de la noblesse signalent le manoir de Kernars : Henry de Kerennarz avocat noble demeurant en sa maison de Kernars. En 1536, la seigneurie appartient à la famille Le Govello, citée dans les réformations depuis 1464. Déclassé en ferme au XIXe siècle, le manoir, orienté au sud, est détruit dans le troisième quart du XXe siècle, remplacé par une maison. Seule la métairie de la porte construite dans la deuxième moitié du XVIIe siècle a subsisté, à droite du portail d'entrée, aujourd'hui disparu. À l'intérieur de ce bâtiment, la présence d'une cheminée du XVe siècle laisse penser qu'il existait une construction antérieure au XVIIe siècle. Une partie du mur de clôture de la cour du manoir est conservée. Les dépendances situées dans la cour datent du milieu du XIXe siècle. Un logis secondaire avec dépendances en alignement est ajouté au nord de la métairie, à la fin du XIXe siècle.
Le manoir est inscrit à l'inventaire général du patrimoine culturel en 2002.